# Isla Malgas
La isla Malgas es una pequeña isla deshabitada de 8,3 hectáreas situada en la parte norte de la entrada a la bahía de Saldanha, en la Provincia Occidental del Cabo, Sudáfrica. Se encuentra a unos 800 metros de tierra firme en el afloramiento de la corriente de Benguela. Es de forma rectangular y llana, con su punto más elevado a unos 9 m s. n. m.. Es conocida por su gran colonia de crianza de alcatraces de El Cabo (Morus capensis).

## Historia
Malgas fue objeto de recogida de guano en 1845, una actividad que también dio lugar a la construcción de muros de contención bajos, caminos y, en el lado oriental, varios edificios y un embarcadero. Desde 1986 forma parte del West Coast National Park.

## Aves
La mayor parte de la parte central de la isla está ocupada por la colonia de alcatraces de El Cabo, una de las seis únicas del mundo y que, con cerca de 20 000 parejas reproductoras posee el 25% de la población mundial. También cuenta con otras colonias reproductoras de aves marinas, como el cormorán de bajío (Phalacrocorax neglectus) y el cormorán de El Cabo (Phalacrocorax capensis), la gaviota cocinera (Larus dominicanus) y la gaviota plateada sudafricana (Chroicocephalus hartlaubii), el pingüino de El Cabo (Spheniscus demersus) o el ostrero negro africano (Haematopus moquini). La isla forma parte del West Coast National Park, identificado como área importe para la conservación de aves por BirdLife International, por lo que solo investigadores seleccionados tienen acceso a la isla. Los alcatraces de El Cabo han sido objeto de numerosos estudios y se protege su éxito reproductivo gracias a la vigilancia de guardas honorarios.